# Baldwin Park, Kalifornija
Baldwin Park je grad u američkoj saveznoj državi Kalifornija. Prema popisu stanovništva iz 2010. u njemu je živjelo 75,390 stanovnika.